# Andriej Makowiejew
Andriej Aleksandrowicz Makowiejew (ros. Андрей Александрович Маковеев, ur. 16 października 1982 r. w Tobolsku) – rosyjski biathlonista. Biathlon uprawia od 1998 r. Nie zdobył żadnego medalu na mistrzostwach świata lub igrzyskach olimpijskich. Jeden raz  wygrał zawody Pucharu Świata. Jego pasją są samochody.

## Osiągnięcia

### Mistrzostwa świata
| 2009 P'yŏngch'ang (Korea Południowa) | 24. miejsce (SP), 17. miejsce (PU), 24. miejsce (MS)                  |
| 2011 Chanty-Mansyjsk (Rosja)         | 4. miejsce (SP), 17. miejsce (PU), 7. miejsce (MS)                    |
| 2012 Ruhpoldnig (Niemcy)             | 33. miejsce (SP), 19. miejsce (PU), 28. miejsce (MS), 6. miejsce (RL) |
| 2013 Nove Mesto (Czechy)             | 55. miejsce (IN)                                                      |

### Puchar Świata

#### Miejsca w klasyfikacji generalnej
| Sezon     | Miejsce |
| --------- | ------- |
| 2005/2006 | 52.     |
| 2006/2007 | 43.     |
| 2007/2008 | 20.     |
| 2008/2009 | 28.     |
| 2010/2011 | 21.     |
| 2011/2012 | 11.     |
| 2012/2013 | 26.     |

#### Zwycięstwa w zawodach
| Lp. | Dzień       | Rok  | Miejscowość          | Konkurencja                | Pudła   | Czas biegu | Przypisy |
| --- | ----------- | ---- | -------------------- | -------------------------- | ------- | ---------- | -------- |
| 1.  | 12 stycznia | 2012 | Nové Město na Moravě | Bieg indywidualny na 20 km | 0+0+0+0 | 47:19.0    | –        |

#### Miejsca na podium w zawodach chronologicznie
| Lp. | Dzień       | Rok  | Miejscowość          | Konkurencja                | Lokata | Pudła   | Czas biegu   | Strata  | Zwycięzca            |
| --- | ----------- | ---- | -------------------- | -------------------------- | ------ | ------- | ------------ | ------- | -------------------- |
| 1.  | 15 marca    | 2007 | Chanty-Mansyjsk      | Sprint na 10 km            | 3.     | 0+0     | 27:00,5 min  | +13,4 s | Michael Rösch        |
| 2.  | 7 grudnia   | 2007 | Hochfilzen           | Sprint na 10 km            | 3.     | 1+1     | 23:57,8 min  | +21 s   | Dmitrij Jaroszenko   |
| 3.  | 6 marca     | 2008 | Chanty-Mansyjsk      | Sprint na 10 km            | 3.     | 0+1     | 25:24,9 min  | +32,5 s | Ole Einar Bjørndalen |
| 4.  | 8 marca     | 2008 | Chanty-Mansyjsk      | Bieg pościgowy na 12,5 km  | 3.     | 0+0+1+2 | 35:50:48 min | +23,1 s | Emil Hegle Svendsen  |
| 5.  | 9 grudnia   | 2011 | Hochfilzen           | Sprint na 10 km            | 2.     | 0+0     | 24:51,1 min  | +9,2 s  | Carl Johan Bergman   |
| 6.  | 12 stycznia | 2012 | Nové Město na Moravě | Bieg indywidualny na 20 km | 1.     | 0+0+0+0 | 47:19.0 min  | –       | –                    |
| 7.  | 12 stycznia | 2013 | Ruhpolding           | Sprint na 10 km            | 3.     | 0+0     | 24:24.5 min  | +33.0 s | Martin Fourcade      |